# Kolonjska voda
Originalna Kolonjska voda (njem. Echt Kölnisch Wasser ili fra. Original Eau de Cologne) je naziv parfema koji se poistovjećuje s gradom Kölnom. Za razliku od Eau de Cologne, Original Eau de Cologne je zaštićenog geografskog podrijetla i prijavljen kod njemačkog patentnog ureda u korist kölnskog proizvođača.

## Povijest
Najpoznatija marka parfema u Njemačkoj je marka 4711 (a vjerojatno i kölnski najpoznatiji broj), koja je dobila ime dobio po bivšem kućnom broju poduzeća Muelhens GmbH & Co. KG u Glockengasse (Uličica zvona). Svaki dan točno u podne na vrhu te kuće se izvodi igra zvona što je jedna od kölnskih turističkih atrakcija. 12. prosinca 2006. je kozmetičko poduzeće Mäurer & Wirtz preuzelo marku parfema 4711 od koncerna Procter & Gamble.
Nastao u 18. stoljeću Eau de Cologne potječe od poduzeća Johann Maria Farina gegenüber dem Jülichs-Platz. Talijanski proizvođač parfema, Johann Maria Farina (1685. – 1766.) napravio je 1709. od ulja limuna,  naranče, bergamota, mandarine, limete, cedra i grejpa, kao i različitog bilja, parfem koji je u čast grada Kölna nazvao Eau de Cologne i tako postao izumitelj " kolonjske vode ", koja se još uvijek proizvodi s nepromijenjenim receptom.
Napoléon Bonaparte je također koristio Farininu kolonjsku vodu.

## Vanjske poveznice
- | Logotip Zajedničkog poslužitelja | Zajednički poslužitelj ima još gradiva o temi Eau de Cologne |
- ARD Tagesthemen, 2. Februar 2009, Kolonjska voda: Eau de Cologne slavi 300. rođendan
- Službena stranica parfema 4711
- Službena stranica poduzeća Farina Gegenüber